# カウェア

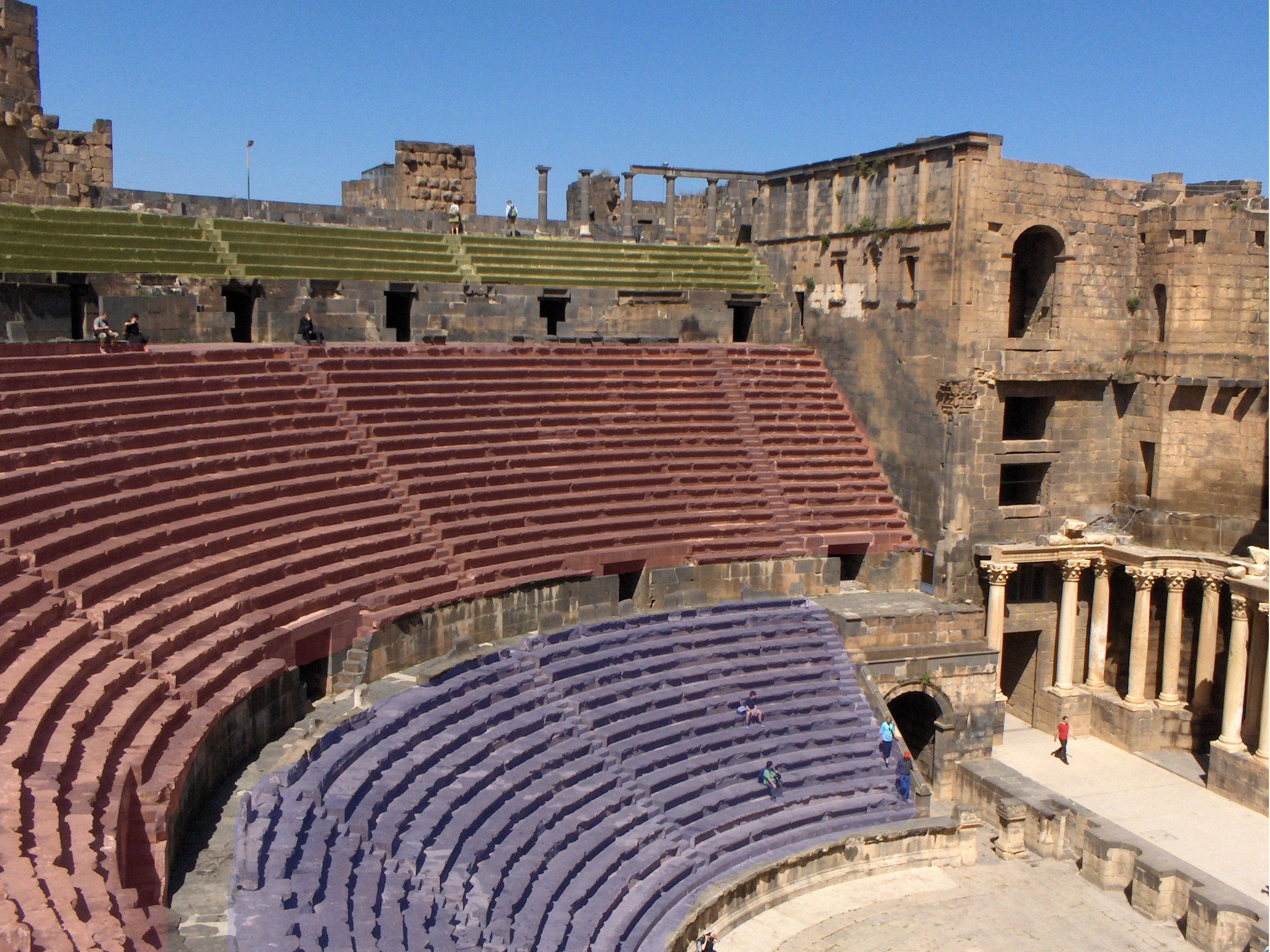
ボスラのローマ劇場の カウェアの区分された観客席 。青色はIma cavea、赤色は media cavea、黄色は summa cavea

古代ローマ時代、カウェア (Cavea) は戦車競技場やローマの競技場で競技の前に動物達を入れておいた土牢のことだった。
またカウェアはローマ劇場の座席の区分のことも示していた。 カウェアは伝統的に三つの水平な区画から構成されていた。それぞれの区画は社会階層に対応していた
- ima caveaは最下層の区画で、直接オーケストラを囲んでいた。通常はより上層の社会層のために確保されていた。
- media cavea はima caveaに続く階層で、（基本的には男性であるものの）公共一般向けに開放されていた。
- summa cavea 最上層の区画で、通常は女性と子供の為に開放されていた。

カウェアは垂直方向にも cunei（楔型）に区分されていた。cuneus (”楔（くさび）”のラテン語。複数形がcunei) は、階段通路或いはscalaeにより楔型に区分されていた。